# Habitatge al carrer Manlleu i Jaume I (Vic)
L'Habitatge al carrer Manlleu i Jaume I és una obra de Vic (Osona) inclosa a l'Inventari del Patrimoni Arquitectònic de Catalunya.

## Descripció
Edifici civil. Casa entre mitgeres situada en una cantonada. Es de plantya rectangular i la part més allargada correspon al C/ Jaume I el Conqueridor. Consta de PB i dos pisos coberta amb teula aràbiga a diverses vessants. A la planta hi ha moltes obertures i un portal a l'angle aixamfranat. Damunt d'aquest hi ha tribunes de planta poligonal. Les obertures presenten una gradació amb l'alçada. Les obertures del 1er.p. presenten unes motllures i relleus d'obra que en el segon es simplifiquen al qual cosa fa pensar que siguin afegides posteriorment. El ràfec amb bigues de fusta és decorat per una mena de cornisa que també marca el nivell inferior del 1er.p.
La façana és arrebossada i pintada. L'estat de conservació es bo.

## Història
Edifici que segurament fou construït entre 1939 i 1945 es va instal·lar en els solars que havien estat ocupats pels tallers de construccions Sadar-L.Prats.
Situat a l'antic camí itinerant que comunicava la ciutat amb el sector nord, va començar a créixer al S.XII, al XIII anà creixent com a raval. Al llarg dels segles s'hi van construir diversos edificis religiosos: l'edifici gòtic de Santa Clara nova i també els Carmelitans a l'altra banda del carrer. Al S.XVII passà a formar part de l'eixampla barroca que al S.XVIII es va estendre pel barri de Santa Eulàlia i al S.XIX amb la construcció d'edificis a l'horta d'en Xandri fins al C/ DE Gurb.